# 쿠라이시의 매

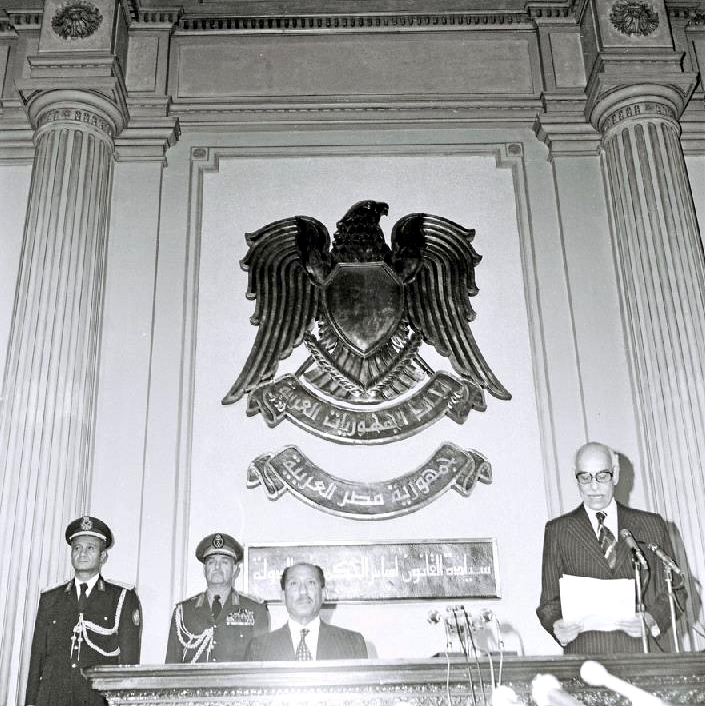
1977년 의회에서 연설하는 이집트 대통령 안와르 사다트. 배경에 쿠라이시의 매를 사용한 아랍 공화국 연방의 국장이 있다.

쿠라이시의 매(아랍어: صُقُوْرُ قُرَيْشٍ)는 아랍 연맹에 소속된 여러 국가들의 국장 또는 국기, 각종 표장에서 나타나는 도안이다.
페르시아만을 사이에 두고 이란족 페르시아인과 권역이 나뉘는 아라비아 반도의 셈족 아랍인들은 예로부터 매사냥의 전문가들이었고, 송골매(falcon) 또는 수리매(hawk)는 아랍인들이 가장 사랑하는 동물이었다. 또한 예언자 무함마드의 출신 부족인 쿠라이시족이 매를 씨족의 상징으로 사용했음이 구전과 사료에서 모두 증거된다. 그래서 오늘날까지 "쿠라이시의 매"가 여러 아랍인 국가들의 상징물에서 사용된다. 이런 의미에서 살라딘의 수리와 라이벌 관계의 도안이라고 볼 수도 있다.

## 사례

쿠웨이트의 국장
아랍에미리트의 국장
아부다비 토후국의 국장
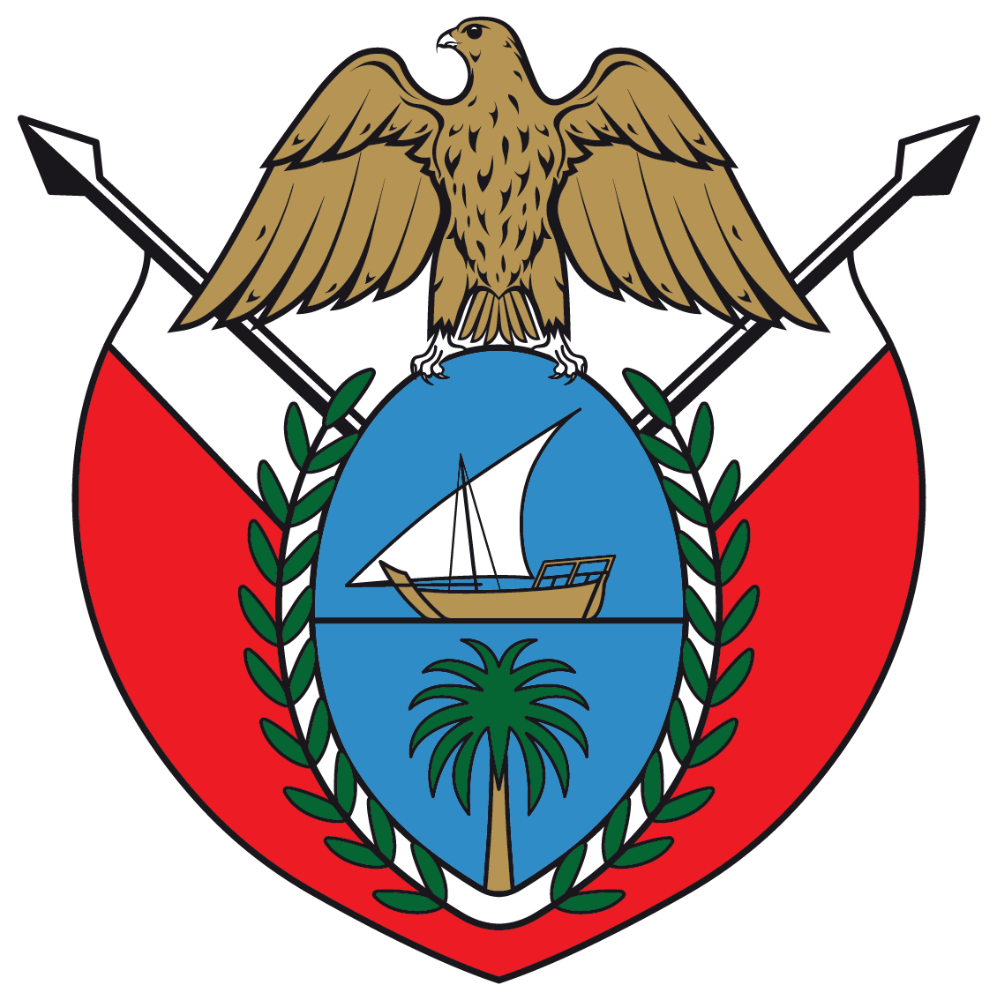
두바이 토후국의 국장
카다피 정권 시절 리비아의 국장
2011년 이후 리비아 토브룩 정부의 국장
아랍 공화국 연방의 국장
시리아 공화국(1946년-1958년) 및 시리아 아랍 공화국(1961년-1963년)의 국장
시리아 아랍 공화국(1963년-1972년)의 국장
1980년 이후 시리아의 국장
팔레스타인 해방군의 표장

## 같이 보기
- 살라딘의 수리